# Hemicytherura sitakadayensis
Hemicytherura sitakadayensis is een mosselkreeftjessoort uit de familie van de Cytheruridae. De wetenschappelijke naam van de soort is voor het eerst geldig gepubliceerd in 1994 door Brouwers.